# Laurie McBain
Laurie (Lee) McBain (nascida em 15 de outubro de 1949 é um best-seller Americano, escritora de sete romances históricos romances de 1975 a 1985. Seus romances O desejo do demónio e Ao raio da Lua cada um vendeu mais de um milhão de cópias.

## Biografia
McBain nasceu em Riverside, Califórnia.
Ela foi educada em San Bernardino Valley College, na Califórnia, e estudou na Universidade do Estado da Califórnia. Ela sempre foi apaixonada por arte e história, de modo que seu pai tanto incentivou e ajudou a escrever o seu primeiro romance histórico. Seu primeiro livro, O desejo do demónio, foi publicado em 1975 pela Avon, juntando-se a uma nova geração de escritores românticos, como Kathleen E. Woodiwiss. Juntos, eles mudaram o estilo do romance histórico. O desejo do Demônio e seu segundo romance Ao raio da Lua, cada um vendeu mais de um milhão de cópias.
Após a morte de seu pai em 1985, McBain decidiu retirar-se do mundo da edição, com apenas sete romances escritos.

### Único romances
- "Devil's Desire", 1975 (O desejo do demónio)
- "Tears Of Gold", 1979 (Lágrimas de ouro)
- "Wild Bells To The Wild Sky", 1983 (Sinos ao vento)
- "When The Splendor Falls", 1985 (Quando O Esplendor Falls)

### Série Dominick
1. "Moonstruck Madness", 1977 (Ao raio da Lua)
2. "Chance The Winds Of Fortune", 1980 (Ventos de fortuna)
3. "Dark Before The Rising Sun", 1982 (Escuridão dantes do amanhecer)